# Teología atea
La teología atea es una corriente de pensamiento cristiano que ha dado pasos hacia la búsqueda de una fe sin Dios. 
En este sentido, el ateísmo cristiano deja de lado la metafísica teísta y se enfoca en el modelo de Jesucristo como figura preponderante. La mayoría de los ateos cristianos piensan en Cristo como un hombre sabio, aceptando sus enseñanzas morales, pero rechazando su idea de divinidad. Los movimientos postcristianos, el secularismo y la Tanatoteología -que desarrolla la idea nietzschana de la "Muerte de Dios"-, se han desarrollado como importantes líneas de pensamiento de la Teología Liberal; teología que así mismo, desecha el apriorismo judío-apostólico para hacer interpretación del cristianismo. 
En Latinoamérica la Teología de la liberación realizó una hermenéutica historicista que rescataba el mensaje político y desechaba el mensaje religioso. La Teología secular termina por apelar a la supresión de la institución de la iglesia en pos de un compromiso personal para con el mensaje de Jesucristo, cabe destacar en este sentido la obra del teólogo Dietrich Bonhoeffer y el pensamiento del reverendo John Robinson en su libro Sincero para con Dios.

## Conceptos

### Tanatoteología
La tanatoteología trabaja con la noción nietzschana de la muerte del tradicional dios teísta y ha sido estudiada por teólogos como el mismo amigo de Nietzsche Franz Overbeck y otros posteriores de la corriente de 1966; Paul van Buren, John Robinson, Harvey Cox y Thomas Altizer entre otros.

### Postcristianismo
El poscristianismo es un término que se aplica al estado de descristianización o supuesta regresión del Cristianismo, particularmente en Europa. Especialmente desde el punto de vista de los cuestionamientos a las instituciones y la crisis moral de occidente. La teología Liberal desarrolla particularmente la idea de una interpretación del cristianismo más allá de la tradición católica y la doctrinología judía del siglo I. Buscan un cristianismo más allá de lo que la cultura occidental entiende de ella en pos de una interpelación humana, particular y universal.

### Secularización
El campo de la teología secular es un subcampo de la teología liberal abogada por el obispo anglicano y ateo John A. T. Robinson, quien confronta a la fe cristiana en su libro Sincero para con Dios, para con la nueva realidad de una sociedad postmoderna que es atea en la práctica y la vida cotidiana. Por otro lado, Dietrich Bonhoeffer (tras la crisis de las iglesias en la Segunda Guerra Mundial) propone la supresión de la institución eclesiástica en pos de fortaleces un cristianismo basado en el compromiso personal, del hombre que sigue el mensaje de Jesucristo y más allá de la existencia de Dios o la necesidad de una teología.

### Historicidad de Cristo
La antigua búsqueda del Jesús histórico es una noción teológica de importancia radical. Muchos han sido los teólogos que cuestionaron en su momento la historicidad de Cristo. El más importante y celebrado fue David Friedrich Strauss con su libro "La vida de Jesús", críticamente examinada (1835-1836). Otras corrientes fueron la alta crítica, la Formgeschichte de Rudolf Bultmann y la teología racionalista clásica del siglo XIX.
A finales del siglo XX esta línea de pensamiento fue decayendo, sobre todo tras el hallazgo de los escritos del Qumrán.

### Hermenéutica
La hermenéutica cristiana es la disciplina de más larga data en cuanto al ejercicio interpretativo, con todo lo que ello implica en muchas otras áreas del saber. La hermenéutica atea va desde una militancia activa en la alta crítica o la crítica de las formas de R. Bultmann, hasta un ateísmo práctico en la escuela de la teología de la liberación. El cristianismo es desmitificado y reinterpretado desde la realidad política y no religiosa.